# Femme (Miró)
Pour les articles homonymes, voir Femme (homonymie).
Femme est une sculpture de Joan Miró créée en 1981 et exposée dans le vestibule de la Casa de la Ciutat de Barcelona depuis 1983. 

## Contexte
L'œuvre a été réalisée par Joan Miró en 1981 et offerte à la mairie de Barcelone en 1983, peu avant sa mort. 

## Description
La figure, imprégnée de l'univers symbolique de l'artiste est constitué d'une forme conique, de deux petits appendices courbes sur la partie supérieure suggérant des bras. On note également une concavité  sur le ventre, peut être une vulve, et une cicatrice en forme de lune sur le côté droit de la tête rectangulaire aux bords arrondis.